# Иванова, Наталья Фёдоровна
Ната́лья Фёдоровна Ива́нова, в браке Обре́скова (1813—1875) — возлюбленная М. Ю. Лермонтова, адресат его юношеских стихотворений (так называемый «ива́новский цикл»: «Н. Ф. И.», «Н. Ф. И…вой», «Романс к И…», «К Н. И.» и др.).

## Отношения с Лермонтовым
Дочь московского литератора и драматурга Ф. Ф. Ива́нова. По матери происходила от князя А. Д. Меншикова. В 17 лет стала предметом увлечения 16-летнего Михаила Лермонтова. Этим чувством навеяны драма «Странный человек» (героине которой автор дал имя Натальи Фёдоровны) и большой цикл стихов поэта 1830—1832 годов, так называемый «ивановский цикл» из 40 стихотворений («Я не унижусь пред тобою», «Время сердцу быть в покое», «Когда одни воспоминанья» и другие).
Отношения между Н. Ф. Ивановой и М. Ю. Лермонтовым складывались сложно. Ободрённый в начале знакомства с Ивановой её приязнью и вниманием, Лермонтов вскоре встретил непонимание и холодность. Их отношения кончились разрывом, который вызвал у поэта не только скорбные настроения и даже жажду смерти, но и чувство оскорблённой гордости. Описывая портрет Натальи, Лермонтов называет её «бесчувственным, холодным божеством».
Раскрытие загадки Н. Ф. И., которой были адресованы стихотворения 1830—1832 гг., принадлежит лермонтоведу И. Л. Андроникову, хотя впервые гипотеза об этом была высказана в 1914 году В. В. Каллашем.

## Семья
Отец Натальи Фёдоровны умер, когда ей было три года. Мать, Екатерина Ивановна (урожд. Кошелева), вышла замуж за полковника Михаила Николаевича Чарторижского, ставшего отчимом Натальи и её сестры Дарьи. В этом браке родилась ещё одна сестра, Софья (06.11.1826).
В середине 1830-х Наталья Фёдоровна вышла замуж за Николая Михайловича Обрескова (1802—1866), человека с запятнанным прошлым, лишённого дворянского звания. Вскоре после свадьбы супруги Обресковы переехали в Курск, где Николай Михайлович служил в канцелярии губернатора, позже они жили в Харькове. У них родилось четверо детей:
- Пётр (1842—до 1852)
- Дмитрий (1841—?), штабс-капитан.
- Наталья (1848—1924), с 1870 года супруга князя Сергея Владимировича Голицына (1823—1879).
- Екатерина (1849—?)

Н. Ф. Обрескова умерла в 1875 году. Похоронена на Ваганьковском кладбище (1 уч.).